# 日出警察署
日出警察署（ひじけいさつしょ）は、かつて大分県にあった大分県警察が管轄する警察署のひとつである。

## 管轄
2005年9月まで、速見郡（日出町・山香町）を管轄区域としていた。
2005年10月に山香町が杵築市、西国東郡大田村と合併して新たに杵築市となったため、当署は、日出町と杵築市の一部（旧山香町）を管轄することになった。

## 廃止
2012年4月1日に、当署と杵築警察署とを統合して、当署の位置に杵築日出警察署が設置された。

## 沿革
- 1954年（昭和29年） - 大分県警察発足とともに設置。庁舎は日出町2615番地（現在の日出町役場駐車場の位置）。
- 1967年（昭和42年） - 日出町堀3278番地（堀交差点付近）に移転。
- 2003年（平成15年） - 現在地に移転。
- 2012年（平成24年）4月1日 - 当署と杵築警察署を統合して杵築日出警察署を設置。

## 交番・駐在所
- 豊岡警察官駐在所 - 速見郡日出町大字豊岡915-1
- 大神警察官駐在所 - 速見郡日出町大字大神3160-28
- 山香上警察官駐在所 - 杵築市山香町大字久木野尾3850-1
- 山香中警察官駐在所 - 杵築市山香町大字内河野2724-3
- 立石警察官駐在所 - 杵築市山香町大字立石1260-3

## アクセス
- JR日豊本線 日出駅から約1.4km